# Bernard Unett
Bernard Unett, né le 22 juillet 1936 à Wolvey (Warwickshre) et mort le 21 janvier 2000 à Rugby (Warwickshre), est un pilote automobile anglais également ingénieur pilote d'essai. 

## Biographie

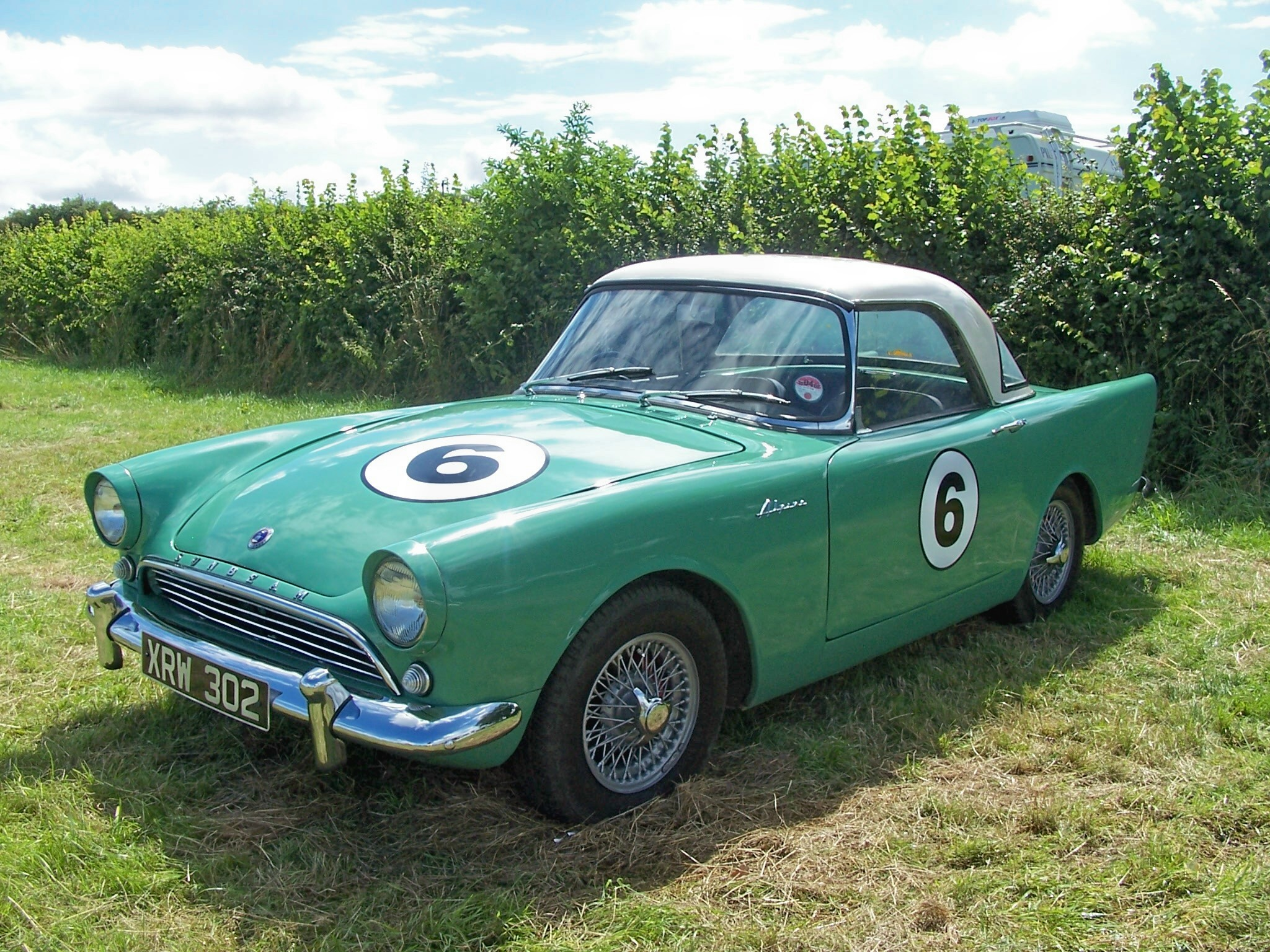
La première voiture de Unett en compétition, une Sunbeam Alpine XRW 302.

Après avoir débuté la compétition au milieu des années 1960 sur circuit automobile avec une Sunbeam Tiger, il a remporté 3 fois le championnat britannique de voitures de tourisme (deux sous l'appellation de SaloonCars, l'autre sous celle de TouringCars) en 1974 (sur Hillman Avenger), 1976 et 1977 (sur Chrysler Avenger GT).
Il devient le responsable technique auprès du Chrysler Compétition Centre (d'une vingtaine de personnes) qui s'installe à Coventry (supervisé par l'irlandais Des O'Dell) pour diriger à partir de 1978 le programme Sunbeam/Talbot en WRC .